# Potamanaxas flavofasciata
Potamanaxas flavofasciata is een vlinder uit de familie van de dikkopjes (Hesperiidae). De wetenschappelijke naam van de soort is voor het eerst geldig gepubliceerd in 1870 door Hewitson.
De soort komt voor in Ecuador, Peru en Bolivia.
De soort telt twee ondersoorten:
- Potamanaxas flavofasciata flavofasciata Hewitson, 1870 (Ecuador, Peru)
- Potamanaxas flavofasciata pantra Evans, 1953 (Bolivia)